# Knox (Dakota del Nord)
Knox és una població dels Estats Units a l'estat de Dakota del Nord. Segons el cens del 2000 tenia 59 habitants.

## Demografia
Segons el cens del 2000, Knox tenia 59 habitants, 22 habitatges, i 13 famílies. La densitat de població era de 45,6 hab./km².
Dels 22 habitatges en un 31,8% hi vivien nens de menys de 18 anys, en un 54,5% hi vivien parelles casades, en un 4,5% dones solteres, i en un 36,4% no eren unitats familiars. En el 27,3% dels habitatges hi vivien persones soles el 22,7% de les quals corresponia a persones de 65 anys o més que vivien soles. El nombre mitjà de persones vivint en cada habitatge era de 2,68 i el nombre mitjà de persones que vivien en cada família era de 3,36.
Per edats la població es repartia de la següent manera: un 37,3% tenia menys de 18 anys, un 6,8% entre 18 i 24, un 15,3% entre 25 i 44, un 28,8% de 45 a 60 i un 11,9% 65 anys o més.
L'edat mediana era de 35 anys. Per cada 100 dones de 18 o més anys hi havia 85 homes.
La renda mediana per habitatge era de 22.500 $ i la renda mediana per família de 30.000 $. Els homes tenien una renda mediana de 33.125 $ mentre que les dones 14.167 $. La renda per capita de la població era de 12.808 $. Entorn del 14,3% de les famílies i el 18,4% de la població estaven per davall del llindar de pobresa.

## Poblacions més properes
El següent diagrama mostra les poblacions més properes.